# George Wade
George Wade (Killavally, 1673 – Londra, 14 marzo 1748) è stato un generale irlandese.
Prese parte alla guerra dei Nove anni, alla guerra di successione spagnola, alla rivolta giacobita del 1715 ed alla guerra della Quadruplice Alleanza prima di iniziare la costruzione di caserme, ponti e strade utili in Scozia. Fu valente comandante militare durante la guerra di Successione austriaca e comandante in capo delle forze britanniche durante la rivolta giacobita del 1745.

## Biografia

### I primi anni e l'inizio della carriera
Figlio di Jerome Wade, George nacque a Killavally, Westmeath, Irlanda, e sin da giovane intraprese la carriera militare. Il 26 dicembre 1690 entrò come ufficiale nel Reggimento del Conte di Bath col quale prestò servizio nelle Fiandre nel 1692, combattendo la battaglia di Steenkerque nell'agosto di quell'anno, nell'ambito della Guerra dei Nove anni ed ottenendo la promozione a tenente il 10 febbraio 1693. Trasferito al reggimento di Sir Bevil Granville il 19 aprile 1694 venne promosso capitano il 13 giugno 1695.
Durante la guerra di successione spagnola egli prestò servizio sotto John Churchill, I duca di Marlborough, vedendo azioni nelle Fiandre e prendendo parte alla battaglia di Kaiserwerth nell'aprile del 1702, alla battaglia di Venlo nel settembre 1702, alla battaglia di Roermond nell'ottobre successivo e nel medesimo mese alla Battaglia di Liegi, ottenendo la promozione a maggiore il 20 marzo 1703 e poi a tenente colonnello nell'ottobre dello stesso anno. Nel 1704 entrò nello staff di Henri de Massue, conte di Galway come aiutante generale in Portogallo, e si distinse col grado di colonnello nel reggimento di Huntingdon durante la battaglia di Alcántara nell'aprile del 1706 durante la quale venne ferito. Egli riuscì a respingere una gran forza di cavalleria a Vila Nova e comandò quindi la 3ª brigata di fanteria durante la battaglia di Almansa nell'aprile del 1707. Ottenne così la promozione a brigadiere generale il 1º gennaio 1708.
Prestò in servizio dunque come secondo in comando al fianco di James Stanhope a Minorca nel 1708, guidando una delle sortite al Forte di St. Philip, prima di tornare in Spagna nel 1710, ove prese parte alla battaglia di Saragossa nell'agosto di quell'anno. Si guadagnò dunque la promozione a maggiore generale il 3 ottobre 1714 e divenne comandante delle forze britanniche in Irlanda nel novembre del 1714.
Wade ritornò a casa per aderire alla soppressione della Rivolta giacobita del 1715 e curò la sicurezza della città di Bath ove catturò anche un gran numero di armi ai giacobiti. Decise quindi di entrare in politica come membro del parlamento per Hindon nel 1715. Il 19 marzo 1717 divenne colonnello del Reggimento a cavallo del conte di Plymouth.
Nel 1719 egli prestò servizio come secondo in comando con Richard Temple, I visconte Cobham durante la guerra della Quadruplice Alleanza dove Cobham guidò una forza di 4.000 uomini a compiere un raid lungo le coste spagnole catturando Vigo e occupandola per dieci giorni prima di ritirarsi.
Egli divenne dunque membro del parlamento per il collegio di Bath nel 1722 mantenendone il seggio per 25 anni.

### In Scozia
Il governo di Giorgio I inviò Wade a ispezionare la Scozia nel 1724. Egli ottenne la commissione di costruire caserme, ponti e strade appropriate per permettere un adeguato controllo della regione e dal 10 maggio 1725 ricevette la nomina come Comandante in Capo delle forze di Sua Maestà, dei castelli, dei forti e delle caserme della Britannia del Nord, incaricò che portò avanti con grande cura ed interessamento. Nei dodici anni successivi Wade diresse personalmente la costruzione di oltre 240 chilometri di strade, più di 30 ponti (tra cui il Tay Bridge di Aberfeldy). Le strade militari del generale Wade collegarono le guarnigioni di Ruthven, Fort George, Fort Augustus e Fort William. Un riferimento a quest'opera si può trovare sulla prima pitra d'inizio della costruzione della rete stradale scozzese:

Se hai visto questa strada prima che venisse edificata.

Leva le mani al cielo e ringrazia il generale Wade.

Wade inoltre organizzò la milizia denominata "Highland Watches", richiamando anche i membri della nobiltà locale ad iscriversi e raggiungendo così le prime sei compagnie nel 1725 (tre del Clan Campbell e una ciascuna per i clan Fraser, Grant e Munro). Sempre nel 1725, Wade schiacciò l'insurrezione scoppiata dopo che il governo ebbe imposto la "tassa sul malto" in Scozia. Il 15 aprile 1727 venne promosso tenente generale.
Il 1º giugno 1732 Wade venne nominato Governatore di Berwick-upon-Tweed ed il 19 giugno dell'anno successivo divenne governatore di Fort William, Fort George e Fort Augustus. Venne promosso generale di cavalleria il 17 luglio 1739.
Nel 1739 ebbe modo di raggruppare altre quattro compagnie di "highland watch": queste furono successivamente riorganizzate come "Black Watch regiment". Egli trovò anche il tempo per supportare attivamente il Foundling Hospital fondato a Londra nel 1739. Il 22 giugno 1742 venne nominato Lieutenant-General of the Ordnance ed il 24 giugno 1742 venne nomijnato membro del Consiglio privato del re.

### Guerra di Successione austriaca
Il 17 dicembre 1743 egli venne promosso al rango di feldmaresciallo comandando contestualmente le forze anglo-austriache nelle Fiandre contro i francesi nella Guerra di Successione austriaca. Wade organizzò un'avanzata su Lilla nel luglio del 1744 ma l'azione entrò in una fase di stallo per problemi logistici. Egli diede le dimissioni dal proprio comando nel marzo del 1745, tornando in patria e divenendo Comandante in Capo delle Forze.

### La rivolta giacobita

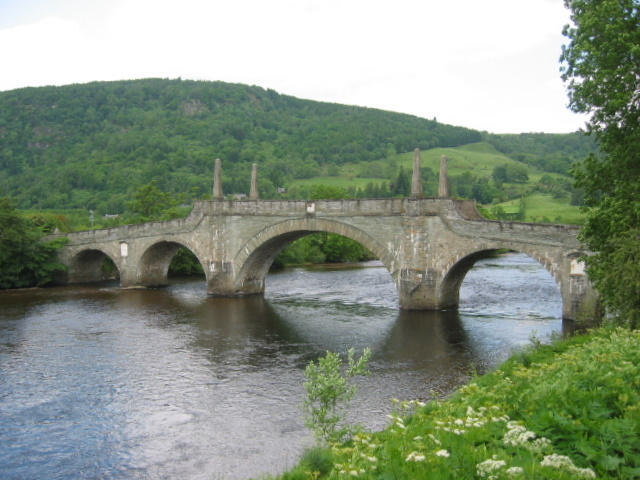
Il ponte di Wade sul Tay a Aberfeldy

Nell'ottobre del 1745 durante l'insurrezione giacobita Wade focalizzò l'attenzione delle sue truppe su Newcastle upon Tyne sulla costa orientale dell'Inghilterra; ad ogni modo le forze giacobite avanzarono dalla Scozia lungo la costa occidentale attraverso Carlisle verso il Lancashire. Durante un gelido inverno e con gli uomini quasi ridotti alla fame per mancanza di rifornimenti, egli non riuscì ad incontrare il nemico nella sua marcia in Inghilterra o nella successiva ritirata a Derby in Scozia; Wade venne rimpiazzato come comandante in capo dal principe Guglielmo, duca di Cumberland che guidò trionfalmente le armate britanniche nella battaglia di Culloden nell'aprile del 1746.
Wade ricevette una menzione in versi usata come parte dell'inno inglese "God Save the King" dal 1745 circa:

Lord, grant that Marshal Wade

May, by thy mighty aid,

Victory bring.

May he sedition hush

And, like a torrent, rush

Rebellious Scots to crush.

God save the King.

Wade morì, senza aver mai contratto matrimonio e senza eredi, il 14 marzo 1748 e venne sepolto nell'Abbazia di Westminster con un monumento creato per lui da Louis-François Roubiliac.